# هاريس جورج روجرز
هاريس جورج روجرز هو سياسي كندي، ولد في 31 أغسطس 1891 في برادفورد ويست ويليمباري في كندا، وتوفي في 28 يوليو 1977 في رد دير في كندا. نشط حزبياً في الحزب الكندي التقدمي المحافظ. وقد انتخب عضو مجلس العموم الكندي.